# لانيون (فرنسا)
لانيون (بالفرنسية: Arrondissement de Lannion)‏ هي دائرة إدارية فرنسية، في فرنسا، تقع في كوت درمور، بلغ عدد سكانها 100,135  نسمة وذلك حسب إحصائيات سنة 2015، عاصمتها لانيون، تبلغ مساحتها 904 كيلومتر مربع.

## التقسيمات الإدارية
- لانيون  [لغات أخرى]‏
- canton of Lézardrieux  [لغات أخرى]‏
- Canton of Perros-Guirec [الإنجليزية]‏
- Canton of Plestin-les-Grèves [الإنجليزية]‏
- canton of Plouaret  [لغات أخرى]‏
- canton of La Roche-Derrien  [لغات أخرى]‏
- Canton of Tréguier [الإنجليزية]‏.